# Kalophrynus robinsoni
Kalophrynus robinsoni là một loài ếch trong họ Nhái bầu. Chúng là loài đặc hữu của Malaysia.
Các môi trường sống tự nhiên của chúng là các khu rừng ẩm ướt đất thấp nhiệt đới hoặc cận nhiệt đới và các khu rừng vùng núi ẩm nhiệt đới hoặc cận nhiệt đới.